# 2020年尼斯持刀襲擊案
2020年10月29日，法國尼斯聖母聖殿發生持刀襲擊事件，共造成三人死亡。當天早上，嫌犯坐火車抵达尼斯，並於8点29分进入尼斯聖母聖殿。他將一名60岁妇人斬首，另一名55歲男性也遭到割喉身亡。另有一名44岁定居法国的巴西女性逃出教堂，並来到附近一家酒吧，最終因伤势严重死亡。施襲者被警方開槍擊中后被捕，他亦是事件中唯一受傷的人士。
尼斯市長將事件定調為恐怖襲擊，他稱施襲者被捕時不斷高喊“真主至大”（Allahu Akbar）。事發時正在開會的法國國民議會為受害者進行一分鐘默哀儀式。

## 疑犯
疑犯卜拉欣·阿维萨维（Brahim Aouissaoui）是21歲男子，來自突尼斯，於2020年9月14日乘偷渡船來到意大利，并10月28日抵达尼斯。突尼斯反恐官员表示，并未将嫌疑人列入突尼斯反恐名单上，因此法国情报部门也不知道阿维萨维。

## 反應
10月29日，法國總統馬克龍晚些时候前往尼斯袭击案现场查看情况。他向媒体谴责在尼斯发生的恐怖袭击，并表示法国将会继续打击恐怖主义：「这是针对我们的价值观、我们的自由、包括宗教自由的攻击。我今天再明确重申一次：我们绝不会让步」。针对在尼斯的恐袭，法国政府宣布大幅增加参加反恐行动的军人数量，以加强全国多地的教堂和学校等场所的安保工作。法国总理让·卡斯泰同日在国民议会上宣布，将全法范围的反恐警戒级别提升至最高。

## 相关事件
10月29日，法国阿维尼翁一名男子挥舞刀具高喊“真主至大”，最終被警方击毙。阿维尼翁检察官菲利普·古马斯（Philippe Guemas）告诉法国广播电视台，袭击者是33岁的法国人，但与穆斯林宗教无关，看上去只是「心理上不稳定」。
里昂也有一名26歲阿富汗籍男子持30公分長刀在街上揮舞，很快被警方制服。
法國駐沙烏地阿拉伯領事館一名警衛遭到一名沙烏地阿拉伯公民持刀攻擊，不過警衛並未有生命危險，襲擊者很快遭到逮捕。
10月31日，里昂一名教堂神职人员遭到槍擊，伤势严重。

## 海外反应

### 对法国恐袭案的反應
美国民主党总统候选人乔·拜登在推特上向法国人民表达关切，发誓如果当选美国总统，其政府将与盟友合作，以打击“极端暴力主义”，并谴责这宗「可怕」的持刀行凶案。美国总统唐纳德·特朗普在推特上说：「我们的心和法国人在一起。在这场战役中，美国站在我们最老的盟邦一边。应该立即制止激进的伊斯兰恐怖分子的袭击，无论是法国还是其他国家，没有任何一个国家可以再容忍下去了。」。
英国坎特伯雷和伦敦的大主教表示，为「法兰西民族」在今天的袭击中受影响的所有人祈祷。英国穆斯林理事会的一条推文中表示对法国的恐袭新闻「深感悲痛」，称这种暴力是没有道理的。欧盟理事会主席夏尔·米歇尔代表27位领导人向法国表达声援，但没有提及嘲笑先知穆罕默德的漫画的争议。米歇尔敦促「世界努力在社区和宗教之间进行对话和理解，而不是分裂」。联合国秘书长安东尼奥·古特雷斯谴责法国旅游城市尼斯的袭击事件。古特雷斯表达「强烈谴责今天在巴黎圣母院发生的令人发指的袭击」。歐洲議會議長戴维·萨索利，西班牙首相佩德罗·桑切斯與意大利总理朱塞佩·孔特，都對此事件向法國人民表示慰問。
伊朗外交部长穆罕默德·贾瓦德·扎里夫（Mohammad Javad Zarif）用英语发推文说：「我们强烈谴责今天在尼斯发生的恐怖袭击。」称「这种不断升级的恶性循环仇恨言论，挑衅和暴力行为，必须由理性和理智取代。我们应该认识到，激进主义只会使更多的激进主义泛滥成灾，和平不可能通过这些丑陋的挑衅来实现。」沙地阿拉伯外交部也在一份声明中「强烈谴责」在尼斯教堂的袭击。沙地阿拉伯国家新闻社发表声明说：「沙地阿拉伯坚决反对这种违反所有宗教的极端主义行为」，同时强调必须避免一切引起仇恨，暴力和极端主义的做法。卡塔尔外交部也在一份声明中强调，「拒绝针对宗教场所和恐吓平民」，重申「卡塔尔坚决反对暴力和恐怖主义」。
土耳其外交部发表声明「强烈谴责」法国城市尼斯发生的持刀袭击案，并向遇难者家属表示慰问。土耳其副总统福阿德·奧克塔伊和执政的正义与发展党副主席努曼·庫爾圖爾穆什也对暴力袭击做出了反应。奧克塔伊在一份声明中说：「暴力和恐怖，尤其是在宗教场所发生的暴力和恐怖，不能与任何宗教或道德规范联系在一起。」 「我在此再次呼吁团结起来反对极端主义。」庫爾圖爾穆什说：「任何形式的恐怖主义都是危害人类罪」，世界必须集体打击恐怖主义。
马来西亚外交部强烈谴责法国尼斯的恐怖袭击事件，呼吁国际社会应该认真解决恐怖主義問題，并向遇难者表示哀悼和慰问，希望有关当局尽快将肇事者绳之以法。印尼总统佐科·维多多谴责在法国尼斯的「恐怖主义」袭击，但同时警告，法国总统马克龙的言论「侮辱了伊斯兰教」并「破坏了各地穆斯林的团结」。

### 对法国总统马克龙打击伊斯兰分离主义的反应
马来西亚前首相马哈迪·莫哈末10月29日在推特上抨击法国总统马克龙早前发表打击伊斯兰分离主义的言论，称「法国人在他们的历史进程中杀死了数百万人。许多人是穆斯林。穆斯林有权愤怒，并为过去的屠杀而杀害数百万法国人。不过整体而言，穆斯林并未采用‘以眼还眼’的法律。穆斯林没有。法国人不该采行。」，受到国内外谴责和讨伐，該則推文後來因違反推特守則被推特刪除。
印尼外交部谴责法国总统马克龙对伊斯兰教的「不尊重」声明，触犯了全球超过20亿穆斯林，并且引发了不同信仰之间的分裂。印尼外交部声明中称：「言论自由不应以损害宗教光荣、价值观、象征的荣誉及神圣性的方式来行使。」

## 延伸閱讀
- 2018年5月12日巴黎持刀襲擊事件
- 2018年卡卡頌和特雷布襲擊案